# Sello Heredado del Reino
El Sello Heredado del Reino (en chino tradicional, 傳國玉璽; en chino simplificado, 传国玉玺; pinyin, chuán guó yù xǐ), también conocido en español como el Sello imperial de China, fue un sello de jade chino, supuestamente tallado en el Heshibi, una pieza sagrada de jade. El sello se creó en el año 221 a. C., poco después de que Qin Shi Huang unificara China y estableciera la dinastía Qin, la primera dinastía imperial china. El Sello Heredado sirvió como sello imperial chino durante el siguiente milenio de la historia china, y su posesión se consideraba un símbolo físico del Mandato del Cielo.
El Sello Heredado se perdió hacia el final de la dinastía Tang (618-907) o durante el período de las cinco dinastías y los diez reinos (907-960).